# استان بحیره
استان بحیره (به عربی: محافظة البحيرة) از استان‌های کشور مصر است.

## شهرهای استان
| استان     | شهرستان       | جمعیت (۲۰۰۱) | مساحت (کیلومتر²) | تراکم جمعیت (نفر/کیلومتر²) |
| --------- | ------------- | ------------ | ---------------- | -------------------------- |
| بحیره     | رشید          | ۶۴۹۰۰        | ۱۶۱۰۵            | ۱۵۴                        |
| بحیره     | شبراخیت       | ۲۷۱۰۰        | ۱۹۱۳۰            | ۱۹۰                        |
| بحیره     | ایتای البارود | ۳۹۵۰۰        | ۱۵۱۵۲            | ۲۴۷                        |
| بحیره     | ابو حمص       | ۲۵۷۳۴۸۱      | ۱۵۳۵۹            | ۱۶۸                        |
| بحیره     | کفر الدوار    | ۲۵۸۸۰۰       | ۱۰۸۰۷            | ۴۵۱                        |
| بحیره     | دلنجات        | ۴۴۰۵۵۲۱      | ۱۱۳۹۱            | ۳۸۷                        |
| بحیره     | کوم حماده     | ۳۴۷۰۰        | ۲۱۷              | ۱۶۹۸۸                      |
| بحیره     | حوش عیسی      | ۷۶۷۰۰        | ۲۱۷              | ۱۶۹۸۸                      |
| بحیره     | دمنهور        | ۲۳۳۱۰۰       | ۱۱۸۲۳            | ۲۹۴                        |
| بحیره     | محمودیه       | ۲۴٬۳۰۰       | ۱۶۰۲۹            | ۱۶۰                        |
| بحیره     | ادکو          | ۹۷۹۰۰        | ۸۷۲۷             | ۴۸۳                        |
| بحیره     | ابو المطامیر  | ۳۹۱۰۰        | ۱۷۶۵۸            | ۱۹۹                        |
| بحیره     | رحمانیه       | ۳۵۰۶۸۷۶      | ۱۸۴۳۲            | ۱۹۰                        |
| بحیره     | نوباریه جدیده | ۱۰۰۰         | ۹۶۹۹             | ۲۷۴                        |
| بحیره     | وادی النطرون  | ۱۶۷۰۰        | ۹۶۹۹             | ۲۷۴                        |
| جمع استان |               | ۴٬۳۴۰٬۰۰۰    | ۹٬۸۲۶            | ۱۶۹۸۸                      |